# Lukavica (district de Zvolen)
Pour les articles homonymes, voir Lukavica.
Lukavica (hongrois : Lukóca) est un village de Slovaquie situé dans la région de Banská Bystrica.

## Histoire
La première mention écrite du village date de 1389.

## Démographie

### Évolution de la population
| Année:               | 1994. | 2004.   | 2014.    | 2024.    |
| -------------------- | ----- | ------- | -------- | -------- |
| Nombre de personnes: | 153   | 143     | 165      | 287      |
| Différence:          |       | -6,53 % | +15,38 % | +73,93 % |

| Année:               | 2023. | 2024.   |
| -------------------- | ----- | ------- |
| Nombre de personnes: | 284   | 287     |
| Différence:          |       | +1,05 % |